# Hagapteryx
Hagapteryx é um gênero de traça pertencente à família Arctiidae.